# والتر شاخنر
والتر شاخنر (آلمانی: Walter Schachner؛ زادهٔ ۱ فوریهٔ ۱۹۵۷) بازیکن سابق و مربی فوتبال اهل اتریش است.
از باشگاه‌هایی که در آن بازی کرده‌است می‌توان به باشگاه فوتبال ردبول زالتسبورگ، باشگاه فوتبال اشتورم گراتس، باشگاه فوتبال آولینو، باشگاه فوتبال آستریا وین، باشگاه فوتبال تورینو، باشگاه فوتبال تیرول اینسبروک، باشگاه فوتبال گراتس، باشگاه فوتبال پیزا، باشگاه فوتبال سنت پولتن، باشگاه فوتبال دی اس وی لئوبن، و باشگاه فوتبال چزنا اشاره کرد.
وی همچنین در تیم ملی فوتبال اتریش بازی کرده‌است.